# Eduardo Grez
Eduardo Grez Padilla (12 de agosto de 1875—16 de mayo de 1929) fue un abogado y político chileno.

## Biografía
Nació en Molina, el 12 de agosto de 1875, hijo de Lucas Grez Baeza y de Teresa Padilla Encina. Es nieto de Lucas Grez Riveros.
Estudió en el Liceo de Talca (actual Liceo Abate Molina) y en el Seminario Conciliar de Santiago; y los estudios superiores los realizó en la Escuela de Derecho de la Universidad de Chile; juró como abogado el 20 de junio de 1898.
Ejerció su profesión en Santiago de Chile, en el estudio jurídico del escritor José Tomás Matus, donde adquirió prestigio de excepcional criminalista.
Fue inspector y bibliotecario del Liceo de Talca entre 1890 y 1891; profesor de castellano en el Liceo de Linares en 1892; secretario de la Municipalidad de Linares.
Trabajó en La Ley como redactor y en El Mercurio de Santiago. Fue periodista durante veinte años, y se dedicó también a la literatura, en el ámbito poético.
Miembro del Partido Radical de Chile.
En 1920 fue un decidido partidario de la candidatura presidencial de Arturo Alessandri Palma y al verlo proclamado por el Congreso Nacional le dedicó una oda de triunfador.
Fue elegido diputado por Ancud y Quinchao, período 1921-1924; integró la Comisión Permanente de Presupuestos; la de Legislación y Justicia; y la de Corrección de Estilo.
Alternó sus funciones forenses con el ejercicio de la poesía.
Falleció sorpresivamente en Santiago, el 16 de mayo de 1929.

## Obras
- "Mis diosas" (poemario). Santiago, Imprenta y Encuadernación del Comercio, 1897.
- "Obligaciones solidarias e indivisibles". Santiago, Imprenta y Encuadernación del Comercio. Memoria (licenciatura), Universidad de Chile, 1898.
- "Hacia la cumbre...". Santiago, s/n. 1915.
- "El Proceso del Boldo: síntesis de la defensa de don Gustavo Toro Concha". Santiago, Imprenta El Globo, 1916.